# Vladimir Mendelssohn

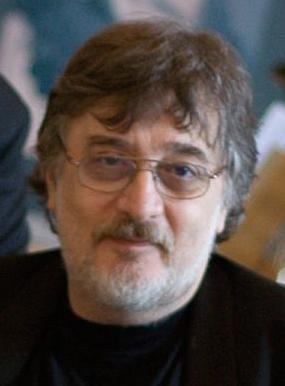
Vladimir Mendelssohn (2007)

Vladimir Mendelssohn (29. November 1949 in Bukarest – 13. August 2021 in Den Haag) war ein rumänischer Bratschist und Komponist.

## Leben und Werk
Vladimir Mendelssohn studierte Viola und Komposition an der Nationalen Universität Bukarest. 1979 siedelte er in die Niederlande über und war bis 1990 als Solobratscher beim Residentie Orkest in Den Haag tätig. Seit 2002 war er Mitglied im Enesco-Quartett.
Mendelssohn konzertierte weltweit und trat dabei in bedeutenden Konzerthäusern auf, unter anderem in der Carnegie Hall, in der Wigmore Hall, am Théâtre des Champs-Élysées, am Teatro Real Madrid, im Concertgebouw Amsterdam, in der Berliner Philharmonie, im Wiener Musikverein, im Gewandhaus, in der Tonhalle Zürich, und im Herkulessaal sowie bei Festivals wie dem Pablo Casals Festival.
Ab 2005 war er künstlerischer Leiter des Kuhmo International Chamber Music Festival in Finnland, eines der größten Kammermusikfestivals in Europa, wo er seit 1983 regelmäßig zu Gast war.
Mendelssohn unterrichtete als Professor für Kammermusik am Koninklijk Conservatorium Den Haag, an der Folkwang Universität der Künste in Essen (1991–2015), am Konservatorium „Giovanni Battista Martini“ in Bologna und bis 2015 am Pariser Konservatorium. Zudem gab er weltweit Meisterkurse.
Mendelssohn schuf Stücke für Soloinstrumente, gemischte Chöre, sinfonische Musik und Kammerkonzerte. Er schrieb zudem Bühnenwerke, z. B. eine Ballettmusik für Le petit prince und Schauspielmusiken für die Tragödie Athalie von Jean Racine sowie für das Drama Die Fliegen von Jean-Paul Sartre und komponierte die Filmmusik für Le joueur de violon (1994), einen Film über Gidon Kremer.

## Diskografie
- Wolfgang Amadeus Mozart, Johann Sebastian Bach; Ludwig Trio, Jean-Jacques Kantorow, Vladimir Mendelssohn, Herre-Jan Stegenga (LP, Album) (CBS; 1980)
- Mozart, 4 Flötenquartette; Aurèle Nicolet, Mozart String Trio; Jean-Jacques Kantorow, Vladimir Mendelssohn, Mari Fujiwara (Denon; 1984)
- Arvo Pärt, Arbos; Hilliard Ensemble – Gidon Kremer, Vladimir Mendelssohn, Thomas Demenga – Brass Ensemble Staatsorchester Stuttgart, Dennis Russell Davies (ECM New Series; 1987)
- Anton Bruckner, Streichquartett in F-Dur, Intermezzo in d-moll; Sonare Quartet, Vladimir Mendelssohn (Claves; 1990)
- Johannes Brahms, Hermann Berens, Klarinettenquintett Op. 115, Streichtrio Op. 85; Walter Boeykens, Jean-Jacques Kantorow, Herre-Jan Stegenga, Andras Czifra, Vladimir Mendelssohn (Erasmus Muziekproducties; 1991)
- Dimitri Schostakowitsch, Kammersinfonie für Streicher und Bläser, Op. 73a; Sonate für Viola und Kammerorchester Op. 147a, Nieuw Sinfonietta Amsterdam, Lev Markiz, Vladimir Mendelssohn (1993)
- Richard Strauss, Don Quixote, Vier letzte Lieder; Orquesta Filarmónica De Gran Canaria, Adrian Leaper, Hellen Kwon, Emil Klein, Vladimir Mendelssohn (Arte Nova Classics; 1998)
- Wolfgang Amadeus Mozart, Klarinettenquintett KV. 581 – Kegelstatt-Trio KV. 498; Pascal Moraguès, Prazak Quartet, Frank Braley, Vladimir Mendelssohn (Praga Digitals; 2003)